# Henri Francotte
Pour les articles homonymes, voir Francotte.
Henri Francotte, né le 10 août 1856 à Liège, et mort le 8 juin 1918 à Dalhem, est un avocat, historien et homme politique belge membre du Parti catholique.

## Biographie
Henri Victor Alfred Francotte, né à Liège le 23 novembre 1852, est le fils d'Henri Francotte, industriel actif dans la métallurgie, et de Marie Hyacinthe Lion. Il est le frère de Gustave Francotte, ministre, et de Xavier Francotte, psychiatre. Le 30 juillet 1889, il épouse  à Dalhem Marie Théodorine Collinet qui lui donne sept enfants.
Il fait des études gréco-latines chez les Jésuites au Collège Saint-Servais de Liège. Il poursuit avec des études à l'Université de Liège en philosophie et lettres dont il obtient le diplôme de docteur ès lettres et de droit dont il obtient en 1879 le titre de docteur en droit. 
Il signe par la suite des articles dans la Revue générale et dans la Gazette de Liège. Parallèlement, il exerce comme avocat à Liège. 
En 1884, il est élu conseiller provincial de la province de Liège, conseiller communal et bourgmestre de Dalhem sur la liste catholique.  
Comme son frère, il est actif dans de multiples associations catholiques sur le plan politique, social et caritatif. Avec d'autres notables catholiques, il fonde dans la province de Liège : 
- en 1887 : le Syndicat agricole liégeois ;
- en 1891 : une société de crédit pour l'achat et la construction de maisons ouvrières et le Foyer de l'Ouvrier ;
- en 1894 : la Fédération mutualiste des Sociétés chrétiennes de mutualités dont il devient président ;
- en 1895 : la Fédération ouvrière catholique de l'arrondissement de Liège qu'il préside ;
- en 1896 : la Société coopérative centrale de crédit agricole de Liège et le Syndicat des assurés agricoles ;
- en 1901 : la Fédération agricole ;
- en 1906 : le Comptoir agricole ;
- en 1912 : la Fédération des jeunes mutuelles chrétiennes.

À partir de 1887, il est professeur extraordinaire à la Faculté de philosophie et lettres de l'Université de Liège puis, à partir de 1890, professeur ordinaire. Il y enseigne l'histoire de l'Antiquité et l'histoire de la littérature française. Il s'inscrit dans les tendances nouvelles de l'historiographie ne se contentant pas d'étudier les écrits d'auteurs anciens, mais en les complétant par des méthodes novatrices (épigraphie, papyrologie, numismatique et résultats des fouilles) et en élargissant les disciplines étudiées (droit, administration publique, économie et vie sociale). Il écrit également une dizaine de livres, environ 40 articles et 80 comptes rendus de l'Antiquité gréco-romaine jusqu'au XIXe siècle. 
Parallèlement à ses activités académiques et politiques, à ses recherches, à ses publications, Henri Francotte participe à la gestion d'entreprises industrielles, notamment comme administrateur de la Compagnie générale des Conduites d'Eau, de la Société des Carrières et Fours à Chaux de la Meuse et de la Société la Céramique d'Amay. 
À Dalhem, il se fait construire au début du XXe siècle un château néo-renaissance. 
Souffrant de multiples pathologies, il décède le 8 juin 1918 au château de Dalhem. 

## Hommages et distinctions
En 1912, l'Université d'Athènes lui a décerné le titre de docteur honoris causa.
Une « rue du bourgmestre Henri Francotte » perpétue sa mémoire à Dahlem.
Les distinctions suivantes lui ont été décernées :
- Officier de l'ordre de Léopold (Belgique) ;
- Médaille civique de 1reclasse (Belgique) ;
- Commandeur de l'ordre de Saint-Grégoire-le-Grand (Vatican) ;
- Commandeur de l'ordre du Christ du Portugal.

## Publications
- La propagande des Encyclopédistes français au Pays de Liège, 1750–1790. Bruxelles, 1880.
- Les populations primitives de la Grèce: Pélasges, Lélèges, Cariens, Hellènes. Paris, 1891.
- L’antidosis en droit athénien, Paris, 1895.
- L’organisation de la cité athénienne et la réforme de Clisthènes. Bruxelles, 1892. Réédition New York, 1976.
- L’industrie dans la Grèce ancienne. Deux tomes, Bruxelles, 1900–1901.
- La polis grecque. Recherches sur la formation et l’organisation des cités, des ligues et des confédérations dans la Grèce ancienne. Paderborn, 1907. Réédition New York 1967.
- Les finances des cités grecques. Liège/Paris 1909. Réédition, Rome, 1964.
- Mélanges de droit public grec. Liège/Paris 1910. Réédition, Rome, 1964.
- Histoire politique de la Grèce ancienne, Bruxelles, 1922.